# Nelson Martins
José Nelson Martins de Souza (Hidrolândia, 10 de abril de 1959) é um bancário, engenheiro agrônomo e político brasileiro. Foi vereador de Fortaleza e deputado estadual pelo Partido dos Trabalhadores do Ceará (Alece).

## Biografia
Natural de Hidrolândia, Nelson Martins iniciou sua carreira política em associações e organizações da sociedade civil. Concursado do Banco do Brasil, foi presidente do Sindicato dos Bancários do Ceará, por dois mandatos consecutivos.
Em 1996, foi eleito pela primeira vez para a Câmara Municipal de Fortaleza.
Em 2002, foi eleito para a Assembleia Legislativa do Ceará, onde esteve durante três mandatos.
Em 2011, no segundo mandato de Cid Gomes, assumiu a Secretaria do Desenvolvimento Agrário do Ceará.
Atuou em pastas estratégicas dos governos de Cid Gomes, Camilo Santana e Izolda Cela. Em 2024, assumiu a Secretaria da Articulação Política do Ceará.